# Hámed Dahán
Hámed Dahán (arabul: حامد دحان); (Sidi Kacem, 1946 – Sidi Kacem, 2020. július 13.) marokkói válogatott labdarúgó.

## Pályafutása

### Klubcsapatban
Az Union de Sidi Kacem csapatában játszott.

### A válogatottban
A marokkói válogatott tagjaként részt vett az 1970-es világbajnokságon, de egyetlen csoportmérkőzéseken sem lépett pályára.

## Külső hivatkozások
- Hámed Dahán – a FIFA adatbázisában
- Hámed Dahán adatlapja a worldfootball.net oldalon (angolul)